# 플레이, 즐거움의 발견
《플레이, 즐거움의 발견》은 스튜어트 브라운 박사가 2009년에 발매한 도서이다.

## 줄거리
환경운동가 제인 구달이 추천한 이 책은 미국 공영방송 PBS에서 방송된 다큐멘터리 3부작 <놀이의 약속>을 바탕으로 한 것이다. 즐거움을 추구하기 위한 기본적인 욕구, 아이들이 세상을 배우는 통로, 창의성과 혁신의 핵심, 인간사회를 제대로 돌아가게 하는 윤활제, 세상에서 조화롭게 살아가는 데 필요한 자아를 찾는 통로라는 다섯 가지 측면에서 놀이를 살펴본다. 또한 놀이와 일이 서로의 적이 아니라, 일을 놀이처럼 즐겁게 하면서 성공과 행복을 거머쥘 수 있음을 보여준다.

## 출판 정보
한국
ISBN 9788990872906